# Anatolij Sołowjow

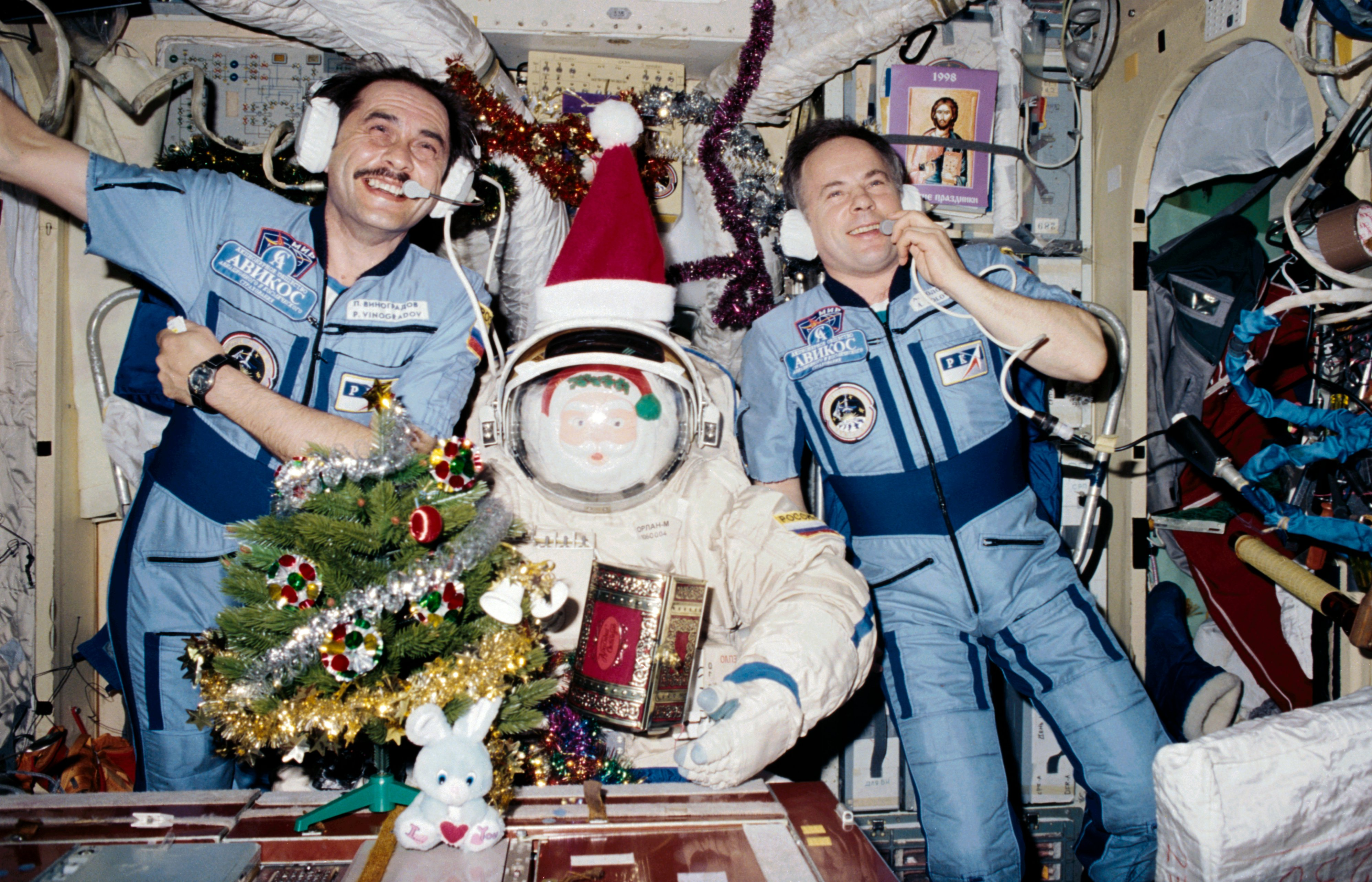
Anatolij Sołowiow (z prawej) i Pawieł Winogradow i świętują Boże Narodzenie na stacji Mir (1997)

Anatolij Jakowlewicz Sołowjow, ros. Анатолий Яковлевич Соловьёв (ur. 16 stycznia 1948 w Rydze) – radziecki i rosyjski pilot, kosmonauta, pułkownik, Bohater Związku Radzieckiego, Lotnik Kosmonauta ZSRR. 205 kosmonauta w historii, a 65 radziecki (rosyjski), który odbył lot orbitalny.

## Życiorys
10-letnią szkołę średnią ukończył w Rydze w 1964. Przez kolejne dwa lata uczył się w uzupełniającej wieczorowej szkole średniej, pracując jednocześnie jako ślusarz. W 1967 rozpoczął studia na wydziale fizyczno-matematycznym Uniwersytetu Ryskiego, jednak już na pierwszym roku porzucił naukę, gdyż postanowił zostać lotnikiem. W marcu 1968 podjął pracę w zakładach przemysłu lotniczego jako ślusarz. W sierpniu tego samego roku rozpoczął studia w Wyższej Szkole Wojsk Lotniczych w Czernihowie (ВВАУЛ), które ukończył w 1972. Służył jako starszy lotnik, a następnie dowódca eskadry w pułku lotniczym na Dalekim Wschodzie.
23 sierpnia 1976 został przyjęty do oddziału kosmonautów. Od września 1976 do lipca 1977 studiował w szkole pilotów doświadczalnych w Achtubinsku, został bowiem wyznaczony do pilotowania w przyszłości wahadłowców programu Buran. Następnie przeszedł szkolenie spadochronowe i nurkowe. Od października 1977 do września 1978 przechodził cykl ogólnych przygotowań do lotu w kosmos. Po jego ukończeniu uzyskał tytuł kosmonauty-badacza. Od lutego 1979 do czerwca 1981 przechodził szkolenie uzupełniające w wojskowej szkole lotniczo-badawczej w Achtubinsku (ГКНИИ ВВС).
W swój pierwszy lot w kosmos wystartował 7 czerwca 1988 statkiem Sojuz TM-5. Była to radziecko-bułgarska misja wizytująca na stacji kosmicznej Mir, zorganizowana w ramach programu Interkosmos. Kosmonauci wrócili na Ziemię w kapsule lądującej Sojuza TM-4 po niespełna 10 dniach lotu.
Swój drugi lot odbył w dniach 11 lutego – 9 sierpnia 1990. Wszedł w skład 6. stałej ekspedycji na stację kosmiczną Mir jako jej dowódca. Na stację poleciał statkiem Sojuz TM-9, zaś wrócił w jego kapsule lądującej.
W kolejną misję wyruszył statkiem Sojuz TM-15 27 lipca 1992. Został dowódcą 12. stałej ekspedycji na stację kosmiczną Mir. Na Ziemię wrócił 1 lutego 1993 w kapsule lądującej Sojuza TM-15.
W swój czwarty lot wystartował 27 czerwca 1995 na pokładzie amerykańskiego wahadłowca Atlantis realizującego misję STS-71. Po dotarciu na stację Mir (było to pierwsze cumowanie wahadłowca do stacji Mir) Sołowjow objął funkcję dowódcy 19. ekspedycji na tę stację. Na Ziemię powrócił w kapsule lądującej Sojuza TM-21 po 75 dniach lotu.
W ostatnią misję kosmiczną Sołowiow wyruszył statkiem Sojuz TM-26 5 sierpnia 1997. Po raz kolejny objął dowództwo nad stacją Mir, tym razem była to 24. stała załoga stacji. Na Ziemię wrócił 19 lutego 1998 w kapsule lądującej Sojuza TM-26. Ta przeszło 197-dniowa misja była najdłuższą w jego karierze kosmonauty.
Łącznie spędził w kosmosie 651 dni, co w 2017 roku daje mu 7. miejsce na liście rekordzistów.
W trakcie swoich pięciu lotów w kosmos Sołowjow odbył aż 16 spacerów kosmicznych (EVA) i jest pod tym względem rekordzistą.
25 stycznia 1999 ze względu na osiągnięty wiek opuścił armię i przeszedł do rezerwy, zaś 2 lutego opuścił korpus kosmonautów.

## Odznaczenia i nagrody
Został odznaczony m.in. Medalem „Złota Gwiazda” Bohatera Związku Radzieckiego i Orderem Lenina (1988), Orderem „Za zasług dla Ojczyzny” II i III klasy (1998 i 1995), Orderem Rewolucji Październikowej (1990) oraz francuską Legią Honorową IV klasy (1999).
Dekretem Prezydenta Federacji Rosyjskiej Dmitrija Miedwiediewa, № 436 z 12 kwietnia 2011, został odznaczony Medalem „Za zasługi w podboju kosmosu”.
Stowarzyszenie Uczestników Lotów Kosmicznych (Association of Space Explorers) przyznało mu Universal Astronaut Insignia za lot orbitalny (nr 205).

## Wykaz lotów
| Loty kosmiczne, w których uczestniczył Anatolij Sołowjow                | Loty kosmiczne, w których uczestniczył Anatolij Sołowjow | Loty kosmiczne, w których uczestniczył Anatolij Sołowjow | Loty kosmiczne, w których uczestniczył Anatolij Sołowjow | Loty kosmiczne, w których uczestniczył Anatolij Sołowjow | Loty kosmiczne, w których uczestniczył Anatolij Sołowjow | Loty kosmiczne, w których uczestniczył Anatolij Sołowjow |
| L.p.                                                                    | Data startu                                              | Statek kosmiczny                                         | Data lądowania                                           | Statek kosmiczny                                         | Funkcja                                                  | Czas trwania                                             |
| ----------------------------------------------------------------------- | -------------------------------------------------------- | -------------------------------------------------------- | -------------------------------------------------------- | -------------------------------------------------------- | -------------------------------------------------------- | -------------------------------------------------------- |
| 1                                                                       | 7 czerwca 1988                                           | Sojuz TM-5                                               | 17 czerwca 1988                                          | Sojuz TM-4                                               | dowódca (ekspedycja wizytująca stację Mir)               | 9 dni 20 godzin 9 minut i 19 sekund                      |
| 2                                                                       | 11 lutego 1990                                           | Sojuz TM-9                                               | 9 sierpnia 1990                                          | Sojuz TM-9                                               | dowódca Sojuza i 6. stałej ekspedycji na Mira            | 179 dni 1 godzina 17 minut i 57 sekund                   |
| 3                                                                       | 27 lipca 1992                                            | Sojuz TM-15                                              | 1 lutego 1993                                            | Sojuz TM-15                                              | dowódca Sojuza i 12. stałej ekspedycji na Mira           | 188 dni 21 godzin 39 minut i 31 sekund                   |
| 4                                                                       | 27 czerwca 1995                                          | STS-71 Atlantis F-14                                     | 11 września 1995                                         | Sojuz TM-21                                              | specjalista misji, dowódca 19. stałej ekspedycji na Mira | 75 dni 11 godzin 20 minut i 21 sekund                    |
| 5                                                                       | 5 sierpnia 1997                                          | Sojuz TM-26                                              | 19 lutego 1998                                           | Sojuz TM-26                                              | dowódca Sojuza i 24. stałej ekspedycji na Mira           | 197 dni 17 godzin 33 minuty i 36 sekund                  |
| Łączny czas spędzony w kosmosie – 651 dni 0 godzin 0 minut i 44 sekundy |                                                          |                                                          |                                                          |                                                          |                                                          |                                                          |